# 真湖道代
真湖 道代（まこ みちよ、1949年8月18日 - ）は、日本の女優、映画プロデューサーである。真湖 みちよと表記された作品も存在する。出生名不明、代々木忠（本名・渡辺輝男）との婚姻後の本名は渡辺 和子（わたなべ かずこ）。

## 人物・来歴

### 成人映画の時代
1949年（昭和24年）8月18日、北海道に生まれる。
時期は不明であるが東京に移り、満17歳のときである1967年（昭和42年）3月7日に公開された『泥だらけの制服』（監督新藤孝衛）に主演して、映画界にデビューした、とされる。同様の記述のある『日本映画俳優全集・女優編』には、『縄と乳房』（監督経堂一郎・岸信太郎、主演新高恵子）に出演した旨の記述があり、同作は『泥だらけの制服』よりも早い、同年1月31日の公開作品である。同年2月公開の『残忍』（監督小森白、主演松井康子）にも出演しており、いずれにしても『泥だらけの制服』は初主演作である。同年4月15日に公開された向井寛、山本晋也、若松孝二の若手3監督によるオムニバス『或る密通』のうち、山本が監督した『第二話 色夢』にも、港雄一を相手に主演を務めている。同年、ワールド映画の助監督だった渡辺忠こと渡辺輝男（のちの代々木忠）と結婚する。『日本映画発達史』の田中純一郎は、同書のなかで黎明期の成人映画界のおもな出演者を列挙しているが、真湖についての言及はない。1966年デビューの一星ケミ（1947年 - ）や祝真理（1948年 - ）、同じ1967年デビューの辰巳典子（1947年 - ）や谷ナオミ（1948年 - ）、青山リマ（1949年 - ）、白川和子（1947年 - ）ら同様、戦後生まれの第二世代に属する。
1968年（昭和43年）には、まだ日活ロマンポルノ（1971年 - 1988年）を開始していなかった日活がいくつか成人映画に触手を伸ばしており、児井英生の青山プロダクションが製作した『ある色魔の告白 色欲の果て』（監督江崎実生、脚本山崎巌）に乱孝寿、林美樹、高月絢子、火鳥こずえ、辰巳典子、美矢かほる、清水世津、橘桂子、大月麗子、高鳥和子らとともに出演、同じく『秘帳 女浮世草紙』（監督井田探、構成小川欽也、脚本山崎巌）に火鳥こずえ、辰巳典子、林美樹、乱孝寿、中原かほる、高月絢子らとともに出演、それぞれ同年8月14日、同年10月19日に公開された。翌1969年（昭和44年）1月15日に公開された東宝の正月第二弾映画『ドリフターズですよ!特訓特訓また特訓』（監督渡辺祐介）にも、出演している。1971年（昭和46年）11月、日活が成人映画路線に全面的に舵を切り、「日活ロマンポルノ」を開始すると、ワールド映画の営業部長であった藤村政治が設立、夫の代々木忠が所属するプリマ企画が製作していた作品が日活配給で封切られるようになり、次々に主演を務めている。1972年（昭和47年）8月に新東宝興業が配給して公開された『無防備の肌』（監督堀越善明）では、同年6月26日に発生した「第一ホテル女医殺人事件」の被害者を主人公として演じ、好評を得たという。
1974年（昭和49年）には、大蔵映画等で主演を張る一方、同年9月に日活の配給で公開された『ドキュメント・ポルノ 新トルコテクニック大全集』（監督・構成山本晋也）では、同作を製作した夫（当時渡辺忠）の製作会社であるワタナベプロダクションでプロデューサーを務めた。1976年（昭和51年）に入ると、ほぼ専業プロデューサーに徹するようになる。1980年（昭和55年）11月21日に公開された『㊙盗聴 しゃぶり泣き』（監督中村幻児）以降、映画製作者としてのクレジットもみられなくなる。満31歳であった。この時期、夫の代々木忠がAV監督に転向、1981年（昭和56年）12月21日には、アダルトビデオメーカー、アテナ映像を設立している。
2011年（平成23年）1月22日に公開された『YOYOCHU SEXと代々木忠の世界』（監督石岡正人）のなかのインタビューに登場した。

### 再評価
2003年（平成15年）1月10日に山形ドキュメンタリーフィルムライブラリーで行なわれた「忘れ去られた映画史2 - 香取環と奥脇敏夫」の特集上映で、出演作『女は二度燃える』（監督奥脇敏夫）が、45分短縮版の16mmフィルム版上映用プリントで上映された。同作の同プリントは、2011年（平成23年）10月21日 - 同22日に神戸映画資料館で行なわれた「特別編 伝説の女王・香取環」の特集上映でも上映された。2008年（平成20年）4月9日 - 同15日にラピュタ阿佐ヶ谷で行なわれた「愛と官能のプログラム・ピクチュア 日活ロマンポルノ名作選」の特集上映で、出演作『戦国ロック 疾風の女たち』（監督長谷部安春）が上映された。2013年（平成25年）2月8日 - 同11日に神戸映画資料館で行なわれた「ピンク映画50周年 特別上映会 映画監督・渡辺護の時代」の特集上映で、主演作『素肌が濡れるとき』（監督梅沢薫）が16mmフィルム版上映用プリントで上映された。

## フィルモグラフィ
クレジットは特筆以外はすべて「出演」である。東京国立近代美術館フィルムセンター（NFC）等の所蔵・現存状況についても記す。

### 1967年
- 『縄と乳房』 : 製作山辺信雄、監督経堂一郎・岸信太郎、脚本団鬼六、主演新高恵子・桝田邦子、製作ヤマベプロダクション、配給関東映配、1967年1月31日公開（成人映画・映倫番号 14774）
- 『残忍』 : 監督小森白、主演松井康子、製作東京興映、1967年2月公開（成人映画・映倫番号 不明） - 出演・「ホテルのメイド和子」役
- 『泥だらけの制服』（『泥だけの制服』） : 製作原田博幸、監督新藤孝衛、共演辰巳典子・高鳥和子、製作青年芸術映画協会、配給関東ムービー配給社、1967年3月7日公開（成人映画・映倫番号 14834） - 主演
- 『或る密通』 : 監督向井寛・山本晋也・若松孝二、主演内田高子（向井寛篇『第一話 美と醜』）・岡田美子（若松孝二篇『第三話 口紅』）、製作・配給日本シネマフイルム、1967年4月15日公開（オムニバス、成人映画・映倫番号 14900） - 主演（山本晋也篇『第二話 色夢』）・「美女」役

### 1968年
- 『女のうれし泣き』 : 企画・製作結城眞吾、監督武田有生、製作・配給六邦映画、1968年8月公開（成人映画・映倫番号 15468） - 主演・「ヨーコ」役
- 『ある色魔の告白 色欲の果て』 : 企画児井英生、監督江崎実生、脚本山崎巌、主演葉山良二・名和宏、製作青山プロダクション、配給日活、1968年8月14日公開（成人映画・映倫番号 15484） - 出演・「本村芳江」役
- 『不倫のたのしみ』 : 製作鷲尾飛天丸、企画千葉実、監督佐々木元、脚本五代斗志夫、主演高月絢子、製作前衛企画、配給日本シネマ、1968年9月公開（成人映画・映倫番号 15505） - 出演、72分の上映用プリントをNFCが所蔵[6]
- 『色道一代 女の壷ふり』[6]（『女の壺ぶり』[7]『色道一代 女の壺ぶり』[11]） : 製作鷲尾飛天丸、企画千葉実、監督梅沢薫、脚本団鬼六、主演乱孝寿、製作・配給日本シネマ、1968年8月公開（成人映画・映倫番号 15460） - 出演、68分の上映用プリントをNFCが所蔵[6]
- 『秘帳 女浮世草紙』 : 企画児井英生、監督井田探、脚本山崎巌、主演高品格・藤木孝、製作青山プロダクション、配給日活、1968年10月19日公開（成人映画・映倫番号 15595） - 出演・「女」役
- 『セックス人間』 : 監督関孝二、主演浜田エミ、製作・配給国映、1968年11月公開（成人映画・映倫番号 不明）
- 『トルコ風呂 夜ごとの情熱』 : 監督小川欽也、主演中原かほる・乱孝寿、製作・配給大蔵映画、1968年11月2日公開（成人映画・映倫番号 15602） - 出演・「橋本恵子」役
- 『猟色の罠』 : 製作・監督・脚本木俣堯喬、主演神原明彦・一星ケミ、製作プロダクション鷹、1968年公開（成人映画・映倫番号 不明） - 出演・「広野三千代」役
- 『歓びのセックス』 : 企画・製作菜穂俊一、監督奥脇敏夫、脚本渡辺忠、共演乱孝寿、製作・配給ワールド映画、1968年公開（成人映画・映倫番号 不明） - 主演・「マキ」役

### 1969年
- 『ドリフターズですよ!特訓特訓また特訓』 : 監督渡辺祐介、主演いかりや長介、製作東宝・渡辺プロダクション、配給東宝、1969年1月15日公開（映倫番号 15632） - 出演・「あけみ」役
- 『濡れまくら』 : 製作江戸川実、監督向井寛、製作向井プロダクション、配給中央映画、1969年1月公開（成人映画・映倫番号 15678） - 主演、69分の上映用プリントをNFCが所蔵[6]
- 『H経験』 : 監督小川欽也、主演美矢かほる、製作・配給大蔵映画、1970年2月3日公開（成人映画・映倫番号 不明）
- 『甘い行為』 : 企画・製作菜穂俊一、監督奥脇敏夫、製作・配給ワールド映画、1969年2月公開（成人映画・映倫番号 15749） - 主演
- 『素肌の密戯』（『素肌の密戟』） : 監督武田有生、主演辰巳典子・大月麗子、製作・配給六邦映画、1969年2月公開（成人映画・映倫番号 15735）
- 『セックスの暴発』（『性の暴発』） : 製作清一世、監督橘明、共演小島マリ・嵯波美也子、製作東京興映、配給新東宝興業、1969年4月公開（成人映画・映倫番号 不明） - 主演
- 『女犯刑罰史』 : 監督萩原遼、製作東京興映、配給東京興映・新東宝興業、1969年上半期公開（成人映画・映倫番号 不明） - 主演
- 『ハレンチ女学生 処女売ります』 : 監督武田有生、主演辰巳典子、製作・配給中央映画、1969年上半期公開（成人映画・映倫番号 不明）
- 『寝とられた女』 : 製作馬場内弘、監督結城康生、共演辰巳典子、製作・配給日本シネマ、1969年6月公開（成人映画・映倫番号 15923） - 主演、73分の上映用プリントをNFCが所蔵[6]
- 『男を喰う乳房』 : 監督嵯峨泰彦、脚本五代斗志夫、主演辰巳典子、製作前衛企画、配給日本シネマ、1969年6月7日審査・公開（成人映画・映倫番号 15933）
- 『濡れた悪女』 : 製作馬場内弘、監督宮口圭、脚本五代斗志夫、共演相原香織、製作・配給日本シネマ、1969年6月28日審査・7月公開（成人映画・映倫番号 15962） - 主演、68分の上映用プリントをNFCが所蔵[6]
- 『盛り妻』 : 企画・製作菜穂俊一、監督奥脇敏夫、主演白川和子・高鳥和子、製作・配給ワールド映画、1969年11月4日審査・公開（成人映画・映倫番号 不明） - 主演
- 『処女誘惑魔』 : 監督宮口圭、主演渚マリ・国分二郎、製作葵映画、配給日本シネマ、1969年11月17日審査・公開（成人映画・映倫番号 不明） - 主演
- 『女は二度燃える』 : 監督奥脇敏夫、主演香取環、製作・配給ワールド映画、1968年公開（成人映画・映倫番号 不明） - 出演、45分の16mmフィルム版上映用プリントが現存[20][21]

### 1970年
- 『濡れ牡丹 五悪人暴行篇』（『濡れ牡丹』） : 監督梅沢薫、脚本日野洸、共演港雄一・山本昌平・津崎公平・里見孝二・大和屋竺、製作朝倉プロダクション、配給国映、1970年5月4日審査・公開（成人映画・映倫番号 16346） - 主演
- 『昭和色豪伝 浮気のテクニック』 : 製作馬場内弘、監督佐々木元、脚本池田正一、主演香取環、製作・配給日本シネマ、1970年5月公開（成人映画・映倫番号 16386） - 出演・「春草」役、72分の上映用プリントをNFCが所蔵[6]
- 『危険な女沼』 : 製作・監督・脚本木俣堯喬、主演浅川洋子、製作・配給大蔵映画、1970年7月6日審査・8月4日公開（成人映画・映倫番号 16444） - 出演・「相沢弓子」役
- 『娼婦激情の宿』 : 監督秋山駿、撮影久我剛、主演瀬川ルミ・谷身知子、製作・配給葵映画、1970年8月17日審査・公開（成人映画・映倫番号 不明）
- 『Oh!たまらない』 : 監督向井寛、製作JAA、配給ミリオンフィルム、1970年10月16日審査・11月公開（成人映画・映倫番号 16553）
- 『いろの湯 裸女百態』（『いろ乃湯 裸女百態』） : 監督・脚本秋山駿、共演有沢真佐美・藤ひろ子、製作・配給葵映画、1970年11月19日審査・公開（成人映画・映倫番号 16584） - 主演
- 『美女・痴女・魔女』 : 企画・原案津島友孝、製作・脚本小諸次郎、監督早坂紘、撮影久我剛、共演杉村久美・瀬川ルミ、製作青年群像、配給ミリオンフィルム、1970年11月30日審査・公開（成人映画・映倫番号 16589） - 主演
- 『日本夜這風俗史』 : 製作江戸川実、監督向井寛、主演辰巳典子、製作JAA、配給ミリオンフィルム、1970年12月公開（成人映画・映倫番号 16642） - 出演、72分の上映用プリントをNFCが所蔵[6]

### 1971年
- 『好色夫婦』 : 監督梅沢薫、共演大月麗子・杉村久美、製作関東映配、配給大蔵映画、1971年3月公開（成人映画・映倫番号 16701） - 主演
- 『痴漢性犯罪記録』 : 監督・脚本小林悟、主演真理野恵美、製作・配給葵映画、1971年3月24日審査・公開（成人映画・映倫番号 不明）
- 『近世毒婦伝 少女地獄責め』 : 企画朝倉大介、製作・監督向井寛、主演朝岡ゆり・谷口朱里、製作JAA、配給国映、1971年3月27日審査・4月公開（成人映画・映倫番号 16745）
- 『素肌が濡れるとき』 : 監督梅沢薫、共演相原香織・泉ユリ、製作ワールド映画、配給大蔵映画、1971年4月公開（成人映画・映倫番号 16746） - 主演、70分の16mmフィルム版上映用プリントが現存[23]
- 『処女群盗伝』 : 企画江戸川実、製作・監督向井寛、共演一星ケミ、製作向井プロダクション、配給ミリオンフィルム、1971年4月公開（成人映画・映倫番号 16760） - 主演・「妻楓」役、65分の上映用プリントをNFCが所蔵[6]
- 『セックス六法全書』 : 監督小諸次郎、製作青年群像、配給ミリオンフィルム、1971年5月12日審査・公開（成人映画・映倫番号 16774）
- 『偽産婦人科医』 : 監督秋山駿、共演白川和子、製作ワールド映画、配給大蔵映画、1971年6月公開（成人映画・映倫番号 16807） - 主演
- 『㊙トルコ 密室の艶技』 : 監督・脚本小林悟、主演杉村久美・浅川洋子、製作・配給葵映画、1971年6月8日審査・公開（成人映画・映倫番号 16817）
- 『変態魔の行状』 : 製作加賀天、監督梅沢薫、共演泉ゆり、製作・配給日本シネマ、1971年7月審査・8月公開（成人映画・映倫番号 16879） - 主演、70分の上映用プリントをNFCが所蔵[6]
- 『好色グループ』 : 監督佐々木元、主演香取環、製作・配給大蔵映画、1971年10月9日審査・公開（成人映画・映倫番号 16937）
- 『のぞきのテクニック』（『覗きのテクニック』） : 製作馬場内弘、監督梅沢薫、共演杉村久美、製作・配給日本シネマ、1971年6月16日審査・公開（成人映画・映倫番号 16827） - 主演、71分の上映用プリントをNFCが所蔵[6]
- 『主婦のための性教育』（『主婦のための寝教育』） : 監督門前忍（渡辺護とも）、共演藤ひろ子、製作・配給大蔵映画、1971年9月公開（成人映画・映倫番号 16874） - 主演
- 『セックス・セールス』 : 監督沢賢介、共演谷身知子・青山美沙、製作関東ムービー配給社、配給大蔵映画、1971年9月公開（成人映画・映倫番号 16886） - 主演
- 『男狂い・女蕩し』 : 監督佐々木元、共演青山美沙・杉村久美、製作・配給大蔵映画、1971年10月公開（成人映画・映倫番号 16899） - 主演
- 『試し寝』 : 製作加賀天、監督梅沢薫、進行主任中村幻児、主演白川和子、製作・配給日本シネマ、1971年10月公開（成人映画・映倫番号 16931） - 出演、74分の上映用プリントをNFCが所蔵[6]
- 『性の求道者』 : 監督秋山駿、共演宮下順子、製作・配給ワールド映画、1971年10月9日審査・公開（成人映画・映倫番号 16943） - 主演
- 『SEX泥棒』 : 監督森史郎、共演武藤周作、製作東京興映、配給東京興映・新東宝興業、1971年10月26日審査・公開（成人映画・映倫番号 16953） - 主演
- 『夜の訪問者 のぞき魔』[3][6]（『のぞき魔』[11]、改題『痴漢変態魔』[11]） : 企画・製作清一世、監督・脚本山本晋也、共演白川和子、製作東京興映、配給東京興映・新東宝興業、1971年11月10日審査・公開（成人映画・映倫番号 16963） - 主演、65分の上映用プリントをNFCが所蔵[6]
- 『河内女とエロ事師』 : 監督小早川崇、主演一星ケミ、製作プリマ企画、配給日活、1971年5月12日審査・11月20日公開（成人映画・映倫番号 不明）
- 『サド・マゾ・レズ』 : 監督狼眼次（佐々木元とも）、共演沖さとみ、製作プリマ企画、配給日活、1971年12月29日公開（1972年1月27日審査・公開とも、成人映画・映倫番号 不明） - 主演
- 『完全なる同性愛』 : 監督中村幻児、脚本代々木忠、製作プリマ企画、配給日活、1971年10月1日審査・12月公開（成人映画・映倫番号 不明） - 主演
- 『女体貸します』（『女体で貸します』） : 監督沢賢介、主演宮下順子、製作関東ムービー配給社、配給大蔵映画、1971年12月公開（成人映画・映倫番号 17001）

### 1972年
- 『濡れた処女愛』 : 監督梅沢薫、主演志野原千恵、製作プリマ企画、配給日活、1971年12月21日審査・1972年1月8日公開（成人映画・映倫番号 不明） - 出演
- 『愛のエクスタシー』 : 監督・脚本松原次郎、共演富士さゆり・青山美沙、製作プリマ企画、配給日活、1972年2月9日公開（15日審査とも、成人映画・映倫番号 不明） - 主演
- 『男女和合術』 : 監督渡辺護、製作わたなべぷろだくしょん、配給大蔵映画、1971年12月22日審査・1972年2月公開（成人映画・映倫番号 17044） - 主演
- 『秘事』（ひめごと） : 企画伊藤亮爾、監督林功、音楽奥沢散策、共演原英美、製作・配給日活、1972年2月29日公開（3月1日公開とも、成人映画・映倫番号 17088） - 主演・「高杉千鶴」役
- 『メロディ・ヨコハマ 情事への誘惑』 : 監督秋山駿、共演高見由紀・国分次郎、製作プリマ企画・アクトレス、配給日活、1972年2月25日審査・3月8日公開（成人映画・映倫番号 不明） - 主演
- 『白い女郎花』 : 企画伊藤亮爾、監督藤井克彦、主演片桐夕子、製作・配給日活、1972年4月8日公開（成人映画・映倫番号 17135） - 出演・「お静」役
- 『新宿真夜中物語 男と女』 : 企画岡田裕、監督小原宏裕、主演原英美、製作・配給日活、1972年4月19日公開（成人映画・映倫番号 17151） - 出演・「秋子」役
- 『続・色暦大奥秘話 淫の舞』 : 企画岡田裕、監督林功、主演小川節子、製作・配給日活、1972年5月27日公開（成人映画・映倫番号 17179） - 出演・「藤岡」役、63分の上映用プリントをNFCが所蔵[6]
- 『盛り場 流れ花』 : 企画岡田裕、監督八巻晶彦、助監督長谷川和彦、主演片桐夕子、製作・配給日活、1972年6月17日公開（成人映画・映倫番号 17212） - 出演・「生田かすみ」役
- 『性神風土記4 鎌倉情炎』 : 監督若林孟、共演三條セリ・津崎公平、製作プリマ企画、配給日活、1972年7月8日公開（成人映画・映倫番号 不明） - 主演
- 『無防備の肌』（『無防備の女』） : 監督堀越善明、製作東京興映、配給東京興映・新東宝興業、1972年8月公開（成人映画・映倫番号 17293） - 主演
- 『恍惚の日々』 : 監督・脚本千葉隆志、主演青山美沙、製作・配給葵映画、1972年8月公開（成人映画・映倫番号 17301）
- 『㊙女子高生 恍惚のアルバイト』 : 企画・製作・監督若松孝二、脚本出口出、主演早川みゆき、製作若松プロダクション、配給東映、1972年9月6日公開（成人映画・映倫番号 17340） - 「真湖みちよ」名義で出演・「加藤花世」役
- 『官能地帯 哀しみの女街』 : 企画伊藤亮爾、監督村川透、撮影姫田真佐久、主演青山美代子、製作・配給日活、1972年9月6日公開（成人映画・映倫番号 17313） - 出演・「道代」役
- 『女子学生 セクシー・ダイナマイト』 : 企画松岡明、監督林功、主演田中真理、製作・配給日活、1972年9月27日公開（成人映画・映倫番号 17350） - 出演・「ふゆ」役
- 『夜の沖縄ポルノ狩り』 : 監督沢賢介、主演谷身知子、製作関東ムービー配給社、配給大蔵映画、1972年10月公開（成人映画・映倫番号 17359）
- 『女体列島改造』 : 監督山本晋也、脚本山田勉、共演乱孝寿・水城リカ、製作東京興映、配給東京興映・新東宝興業、1972年11月公開（成人映画・映倫番号 17411） - 主演
- 『あるヌーディスト・クラブの記録 裸の島』 : 監督代々木忠、主演横井玲子、製作プリマ企画、配給日活、1972年11月29日公開（成人映画・映倫番号 不明）
- 『華麗なる愛の遍歴』 : 監督若林孟、共演野上正義・塩瀬夕子、製作プリマ企画、配給日活、1972年12月9日公開（成人映画・映倫番号 不明） - 主演
- 『ただれた性交』 : 監督渡辺護、製作・配給大蔵映画、1972年12月公開（成人映画・映倫番号 不明） - 主演
- 『戦国ロック 疾風の女たち』 : 企画伊藤亮爾、監督長谷部安春、脚本大和屋竺・藤井鷹史、主演田中真理、製作・配給日活、1972年12月27日公開（成人映画・映倫番号 17423） - 出演・「於寧」役、80分の上映用プリントが現存[22]
- 『痴漢365』 : 監督山本晋也、共演乱孝寿・桜マミ、製作東京興映、配給東京興映・新東宝興業、1972年12月公開（成人映画・映倫番号 17481） - 主演、上映用プリントをNFCが所蔵[6]

### 1973年
- 『会津恋歌 柔肌無情』 : 監督南雲孝、製作・配給ミリオンフィルム、1973年1月公開（成人映画・映倫番号 17451） - 主演
- 『ポルノガール 真夜中の享楽』 : 監督若林孟、共演五十嵐のり子・野上正義、製作プリマ企画、配給日活、1973年2月21日公開（成人映画・映倫番号 17491） - 主演
- 『真夜中の悶え』 : 監督門前忍、製作大東映画、配給OP映画配給、1973年2月公開（成人映画・映倫番号 17509） - 主演
- 『にっぽんセックスまん遊記』 : 監督秋山駿、脚本池田正一、共演大月麗子・堺勝朗、製作プリマ企画、配給日活、1973年3月14日公開（成人映画・映倫番号 17389） - 主演
- 『実録ポルノ 失神の魔術師』 : 監督秋山駿、共演北見マヤ・芹川美奈、製作プリマ企画、配給日活、1973年4月14日公開（成人映画・映倫番号 17482） - 主演
- 『発情女 乱れ斬り』 : 監督岸本恵一、共演千秋かほる、製作コーホーフィルム、配給ミリオンフィルム、1973年4月公開（成人映画・映倫番号 17544） - 主演、69分の上映用プリントをNFCが所蔵[6]
- 『性衝動の告白』 : 監督影山明文、共演早見かほり・有沢真佐美、製作ワールド映画、配給OP映画配給、1973年5月公開（成人映画・映倫番号 17627） - 主演
- 『色情卍巴』 : 監督影山明文、共演椿ジュン・山本昌平、製作ワールド映画、配給OP映画配給、1973年6月公開（成人映画・映倫番号 17661） - 主演
- 『やわ肌売ります』 : 監督岸本恵一、共演桜マミ、製作・配給ミリオンフィルム、1973年8月公開（成人映画・映倫番号 17730） - 主演
- 『若妻の性処理』 : 監督影山明文、共演椿ジュン・花園恵子、製作ワールド映画、配給OP映画配給、1973年6月公開（成人映画・映倫番号 17741） - 主演
- 『性豪列伝 夜の牝馬ならし』 : 企画三浦朗、監督林功、脚本桂千穂、音楽月見里太一、主演潤ますみ、製作・配給日活、1973年10月5日公開（成人映画・映倫番号 17754） - 出演・「堀えりか」役
- 『㊙女郎残酷色地獄』 : 監督白鳥信一、主演中川梨絵、音楽山野狩人、製作・配給日活、1973年10月24日公開（成人映画・映倫番号 17783） - 出演・「おくめ」役
- 『年上女の愛淫』 : 監督小川卓寛、共演林美樹、製作・配給大蔵映画、1973年10月公開（成人映画・映倫番号 17749） - 主演
- 『情炎のおんなみち』 : 製作中城浩二、企画近藤正美、監督中川亘、共演青木みどり、製作・配給ミリオンフィルム、1973年11月公開（成人映画・映倫番号 17609） - 主演、63分の上映用プリントをNFCが所蔵[6]
- 『セミドキュメントポルノ 続・変質者』 : 監督若林孟、共演津田知世・星野アリミ、製作プリマ企画、配給日活、1973年11月3日公開（成人映画・映倫番号 17838） - 主演
- 『人妻爛熟』 : 監督影山明文、主演泉ゆり、製作ワールド映画、配給OP映画配給、1973年6月公開（成人映画・映倫番号 17846）
- 『実録安藤組 襲撃篇』 : 監督佐藤純彌、脚本石松愛弘、主演安藤昇、製作東映東京撮影所、配給東映、1973年12月1日公開（映倫番号 17722） - 出演・「マダム」役
- 『欲情の季節 蜜をぬる18才』（『欲情の季節 密をぬる18才』） : 企画伊藤亮爾、監督武田一成、脚本佐治乾、音楽月見里太一、撮影安藤庄平、主演梢ひとみ、製作・配給日活、1973年12月15日公開（成人映画・映倫番号 17739） - 出演・「心中の女」役、2012年にハピネットがDVD発売
- 『性宴五人妻』 : 企画・製作菜穂俊一、監督影山明文、共演泉ユリ・青山美沙、製作ワールド映画、配給OP映画配給、1973年12月公開（成人映画・映倫番号 17879） - 主演

### 1974年
- 『(秘)女子大生 SEXアルバイト』 : 監督小原宏裕、脚本田中陽造、主演潤ますみ、製作・配給日活、1974年1月26日公開（成人映画・映倫番号 17849） - 出演・「金田一子」役
- 『恍惚の代理妻』 : 監督影山明文、主演岡田綾子・津田和世、製作ワールド映画、1974年1月公開（成人映画・映倫番号 17899）
- 『女子寮のセックス体験』 : 監督小川卓寛、製作・配給大蔵映画、1974年1月公開 - 主演
- 『牝獣の体臭』 : 監督影山明文、製作・配給ワールド映画、1974年9月公開 - 主演
- 『ドキュメント・ポルノ 新トルコテクニック大全集』 : 企画渡辺忠、監督・構成山本晋也、撮影久我剛、製作ワタナベプロダクション、配給日活、1974年9月公開 - 製作
- 『性のうずき』 : 監督・脚本秋山駿、共演大月麗子、製作プリマ企画、配給日活、1972年6月13日審査・1974年10月5日公開（成人映画・映倫番号 17245） - 主演
- 『セミドキュメント (秘)パンマ』 : 企画渡辺忠、監督代々木忠、撮影久我剛、主演大原恵子、製作ワタナベプロダクション、配給日活、1974年10月公開 - 製作
- 『女子大生 性愛手帳』 : 監督南雲孝、共演東祐里子、製作・配給ミリオンフィルム、1974年11月公開 - 主演
- 『ただれた愛慾』 : 監督三川和久、製作・配給大蔵映画、1974年12月公開 - 主演
- 『セミドキュメント 未亡人下宿』 : 企画渡辺忠、監督山本晋也、撮影久我剛、主演青葉純、製作ワタナベプロダクション、配給日活、1974年12月公開 - 製作

### 1975年
- 『牝群と性獣王』 : 監督三川和久、主演デビー・モンロー、製作・配給大蔵映画、1975年1月4日（成人映画・映倫番号 公開18243）
- 『未亡人下宿 すぐ入れます』 : 企画渡辺忠、監督山本晋也、撮影久我剛、主演深見じゅん・南ユキ、製作ワタナベプロダクション、配給日活、1976年1月8日公開 - 製作
- 『セミドキュメント (秘)女肉市場』 : 企画渡辺忠、監督代々木忠、脚本池田正一、撮影久我剛、主演南ユキ・ティミー杉本、製作ワタナベプロダクション、配給日活、1976年1月24日公開 - 製作・出演
- 『ポルノ情報局 盗聴』 : 監督向井寛、主演東祐里子、製作・配給東映ビデオ、1975年1月公開
- 『初夜絵草紙』（『初夜の絵草紙』） : 監督南雲孝、主演泉ユリ・仁科鳩美、製作・配給ミリオンフィルム、1975年2月公開（成人映画・映倫番号 18235）
- 『鬼神のお松色狂い 実録性絵巻』 : 監督佐々木元、共演仁科鳩美、製作日本シネマ、配給大蔵映画、1975年3月21日公開 - 主演

### 1976年
- 『ドキュメント 痴漢常習犯』 : 企画渡辺忠、監督山本晋也、撮影久我剛、製作ワタナベプロダクション、配給日活、1976年2月21日公開 - 製作
- 『トルコ乱れ花』 : 企画渡辺忠、監督山本晋也、撮影久我剛、主演泉ユリ、製作ワタナベプロダクション、配給日活、1976年3月6日公開 - 製作
- 『セミドキュメント 暴走SEX集団』 : 企画渡辺忠、監督・脚本中村幻児、撮影久我剛、主演早川リナ、製作ワタナベプロダクション、配給日活、1976年3月19日公開 - 製作・出演（特別出演）
- 『新妻のわななき』 : 企画渡辺忠、監督渡辺護、脚本池田正一、撮影久我剛、主演早川リナ、製作ワタナベプロダクション、配給日活、1976年4月3日公開 - 製作
- 『ポルノはつらいよ 女の股枕』 : 監督山本晋也、主演ティミー杉本・南ユキ、製作・配給ミリオンフィルム、1976年4月7日公開 - 主演
- 『出戻り 肉体のうずき』 : 企画渡辺忠、監督山本晋也、撮影久我剛、主演大原恵子・南ユキ、製作ワタナベプロダクション、配給日活、1976年5月1日公開 - 製作
- 『女子大寮(秘)レポート 欲しがる年頃』 : 企画渡辺忠、監督代々木忠、脚本池田正一、撮影久我剛、主演安田清美、製作ワタナベプロダクション、配給日活、1976年6月12日公開 - 製作
- 『新妻のしたたり』 : 企画渡辺忠、監督渡辺護、撮影久我剛、主演早川リナ、製作ワタナベプロダクション、配給日活、1976年6月公開 - 製作
- 『(秘)夜這い 後家ころがし』 : 企画渡辺忠、監督代々木忠、脚本池田正一、主演安田清美、製作ワタナベプロダクション、配給日活、1976年7月31日公開 - 出演

### 1977年
- 『タクシー野郎 夜の淫花』 : 企画渡辺忠、監督山本晋也、脚本山田勉、撮影久我剛、主演南ユキ、製作ワタナベプロダクション、配給日活、1977年1月22日公開 - 製作
- 『ドキュメントポルノ 痴漢を剥ぐ』 : 企画渡辺忠、監督代々木忠、脚本池田正一、製作ワタナベプロダクション、配給日活、1977年2月1日公開 - 製作
- 『セミドキュメント 絶淫』 : 企画渡辺忠、監督山本晋也、脚本山田勉、撮影久我剛、主演南ゆき・藤ひろ子、製作ワタナベプロダクション、配給日活、1977年2月12日公開 - 製作
- 『未亡人下宿 いろ色教えます』 : 企画渡辺忠、監督山本晋也、脚本中村幻児、撮影久我剛、主演大原恵子・南ゆき、製作ワタナベプロダクション、配給日活、1977年3月5日公開 - 製作
- 『絶品つぼ合わせ』 : 企画門前忍、監督渡辺護、撮影久我剛、主演南ゆき・安田清美、製作ワタナベプロダクション、配給日活、1977年4月9日公開 - 製作
- 『女子大学(秘)レポート 肉体入学式』 : 企画渡辺忠、監督代々木忠、脚本池田正一、撮影久我剛、主演渚リナ、製作ワタナベプロダクション、配給日活、1977年5月7日公開 - 製作
- 『ドキュメントポルノ 覗きさわり魔』 : 企画渡辺忠、監督山本晋也、脚本山田勉、撮影久我剛、製作ワタナベプロダクション、配給日活、1977年5月21日公開 - 製作
- 『セミドキュメント 処女失神』 : 企画渡辺忠、監督・脚本中村幻児、撮影久我剛、主演小川恵、製作ワタナベプロダクション、配給日活、1977年6月4日公開 - 製作

### 1979年
- 『セミドキュメント 浮気妻を覗く』 : 企画渡辺忠、監督中村幻児、主演泉ユリ、製作ワタナベプロダクション、配給にっかつ、1979年1月6日公開 - 製作
- 『キャリアガール 急所攻め』 : 企画渡辺忠、監督中村幻児、脚本ガイラ・チャン、撮影久我剛、主演笹木ルミ、製作ワタナベプロダクション、配給にっかつ、1979年3月17日公開 - 製作

### 1980年代以降
- 『赤坂セックスゾーン 外人売春婦』 : 企画渡辺忠、監督代々木忠、脚本池田正一、撮影久我剛、製作ワタナベプロダクション、配給にっかつ、1980年7月5日公開 - 製作
- 『セミドキュメント つぼさぐり』 : 企画渡辺忠、監督代々木忠、脚本池田正一、撮影久我剛、主演安西エリ、製作ワタナベプロダクション、配給にっかつ、1980年9月20日公開 - 製作
- 『(秘)強精剤 ベットが濡れる』（『(秘)強情剤 ベットが濡れる』） : 監督中村幻児、脚本吉本昌弘、主演朝霧友香、製作ワタナベプロダクション、配給にっかつ、1980年10月22日公開（成人映画・映倫番号 110267） - 製作
- 『㊙盗聴 しゃぶり泣き』 : 監督中村幻児、主演安西エリ、製作ワタナベプロダクション、配給にっかつ、1980年11月21日公開（成人映画・映倫番号 110303） - 製作

- 『ザッツ・ロマンポルノ 女神たちの微笑み』 : 監督・構成児玉高志、主演小川節子・白川和子ほか、製作にっかつ撮影所、配給にっかつ、1988年6月11日公開（成人映画・映倫番号 112725）
- 『YOYOCHU SEXと代々木忠の世界』 : 監督・撮影・編集石岡正人、2011年1月22日公開 - 出演（インタビュー映像）

## ビブリオグラフィ
国立国会図書館蔵書等にみる書誌である。
- 「ピンク女優No.1真湖道代が愛した有名人」 : 『週刊現代』第13巻第53号所収、講談社、1971年11月発行、p.190-191.
- 「山下論一のおまんまん探検 前バリ危機一髪」真湖道代・山下諭一 : 『小説club』第27巻第17号所収、桃園書房、1974年12月発行、p.142.